# مراجعة الخدمة الاجتماعية (مجلة)
مراجعة الخدمة الاجتماعية (بالإنجليزية: Social Service Review)‏ هي مجلة أكاديمية تنشرها مطبعة جامعة شيكاغو وتغطي سياسة وممارسات الرعاية الاجتماعية وآثارها. تأسست عام 1927 ورئيسة التحرير جينيفر موسلي (جامعة شيكاغو).

## المستخلصات والفهرسة
المجلة مُلخصة ومفهرسة في:
- المحتويات الحالية (قاعدة بيانات)
- بروكويست
- الببليوغرافيا الدولية للعلوم الاجتماعية
- ملخصات الخدمات الاجتماعية [الإنجليزية]
- سي أس أيه (شركة قاعدة بيانات) [الإنجليزية]
- نت لايبراري
- مؤشر الاستشهادات في العلوم الاجتماعية [الإنجليزية]

وفقًا لتقارير الاستشهاد بالمجلات الأكاديمية، فإن للمجلة عامل تأثير 2021 يبلغ 1.740. 

## روابط خارجية
- الموقع الرسمي